# 4622 Solovjova
4622 Solovjova је астероид са средњом удаљеношћу од Сунца која износи 3,204 астрономских јединица (АЈ).
Апсолутна магнитуда астероида је 12,3.